# NGC 1376
NGC 1376 ist eine Spiralgalaxie vom Hubble-Typ Sc im Sternbild Eridanus südlich des Himmelsäquators. Sie ist schätzungsweise 184 Millionen Lichtjahre von der Milchstraße entfernt und hat einen Durchmesser von etwa 115.000 Lj.
Im selben Himmelsareal befinden sich u. a. die Galaxien NGC 1355, NGC 1358, NGC 1397.
Das Objekt wurde am 28. Januar 1785 von dem Astronomen William Herschel entdeckt.